# Ulica Warszawska 31

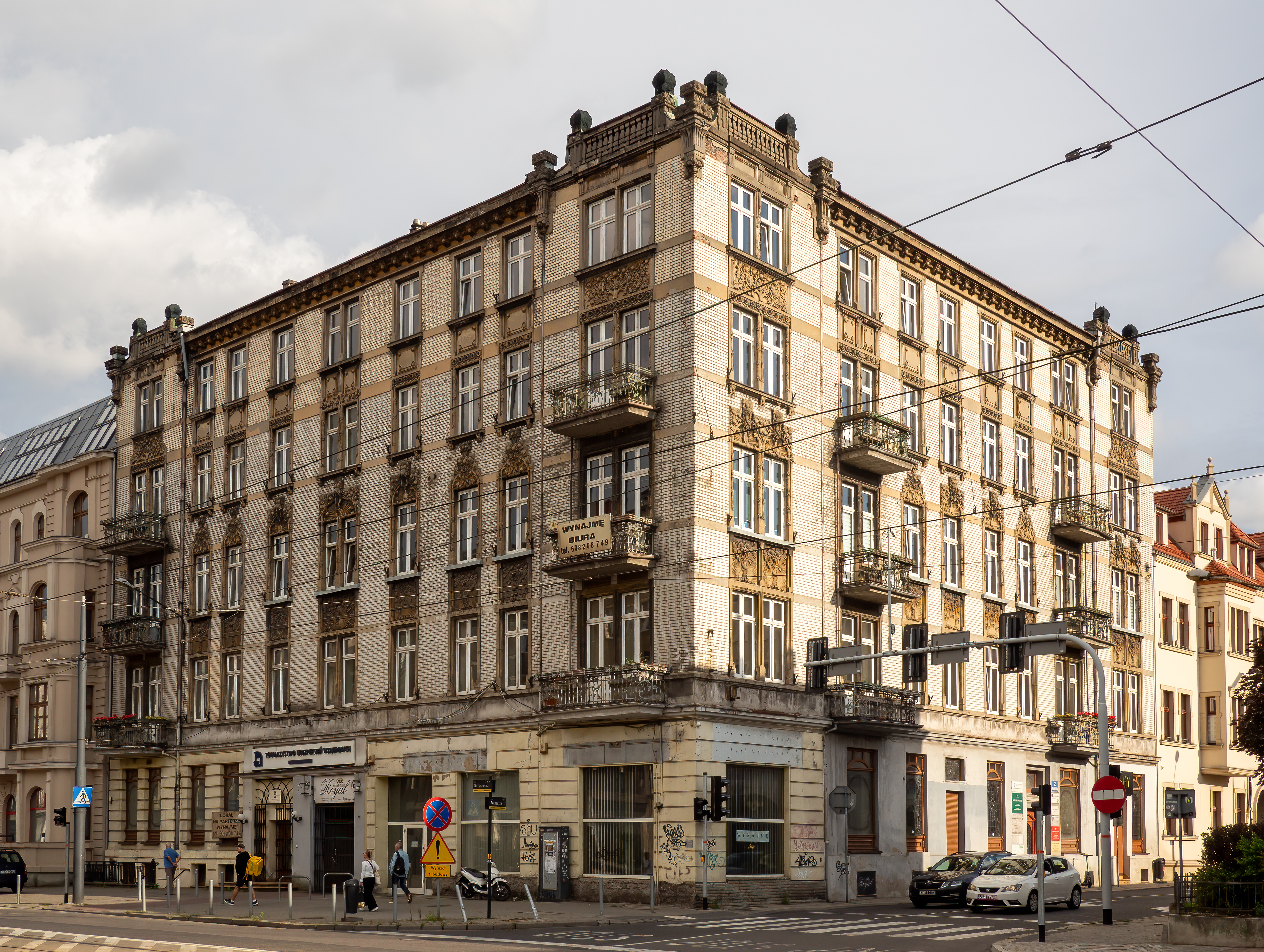
Ansicht von Nordwesten, 2024

Das Gebäude Ulica Warszawska 31 (bis 1922: Friedrichstraße 31) ist ein Wohn- und Geschäftshaus in Katowice (deutsch Kattowitz, Woiwodschaft Schlesien) in Polen. Es wurde 1902 im Jugendstil errichtet und steht seit 1995 unter Denkmalschutz.
Das fünfgeschossige Eckhaus liegt im Osten des Stadtbezirks Śródmieście (Innenstadt) an der Ulica Warszawska 31 (bis 1922: Friedrichstraße 31) und der Ulica Francuska 2 (bis 1922: Emmastraße 2). Architekt war Max Grünfeld. Es wurde am 31. Mai 1995 unter der Nummer A/664/2020 in das nationale Verzeichnis der Baudenkmäler der Woiwodschaft Schlesien aufgenommen.